# Рату (станція метро)
38°43′12″ пн. ш. 9°9′20″ зх. д. / 38.72000° пн. ш. 9.15556° зх. д.
Р́ату (порт. Rato) — станція Лісабонського метрополітену. міститься у південно-західній частині міста Лісабона в Португалії. Розташована на Жовтій лінії (або Соняшника), кінцева. Сусідня станція — «Маркеш-де-Помбал». Станція берегового типу, глибокого закладення. Введена в експлуатацію 29 грудня 1997 року . Міститься у першій зоні, вартість проїзду в межаї якої становить 0,75 євро. Назва станції походить від місцевості, де вона локалізована, у перекладі на українську мову — «Миша». 

## Опис
За архітектурою станція є однією з найсучасніших у місті. Станцію було побудовано в рамках подовження Жовтої лінії Лісабонського метрополітену у південному напрямку. Архітектор — Sanchez Jorge, художні роботи виконали — Maria Helena Vieira da Silva, Árpád Szenes. Станція має центральний вестибюль, розташований під землею, та два виходи на поверхню, а також ліфт для людей з фізичним обмеженням. На станції заставлено тактильне покриття. 

## Режим роботи[5]
Відправлення першого поїзду відбувається з кінцевих станцій лінії:
- ст. «Рату» — 06:30
- ст. «Одівелаш» — 06:30

Відправлення останнього поїзду відбувається з кінцевих станцій лінії:
- ст. «Рату» — 01:00
- ст. «Одівелаш» — 01:00

## Галерея зображень

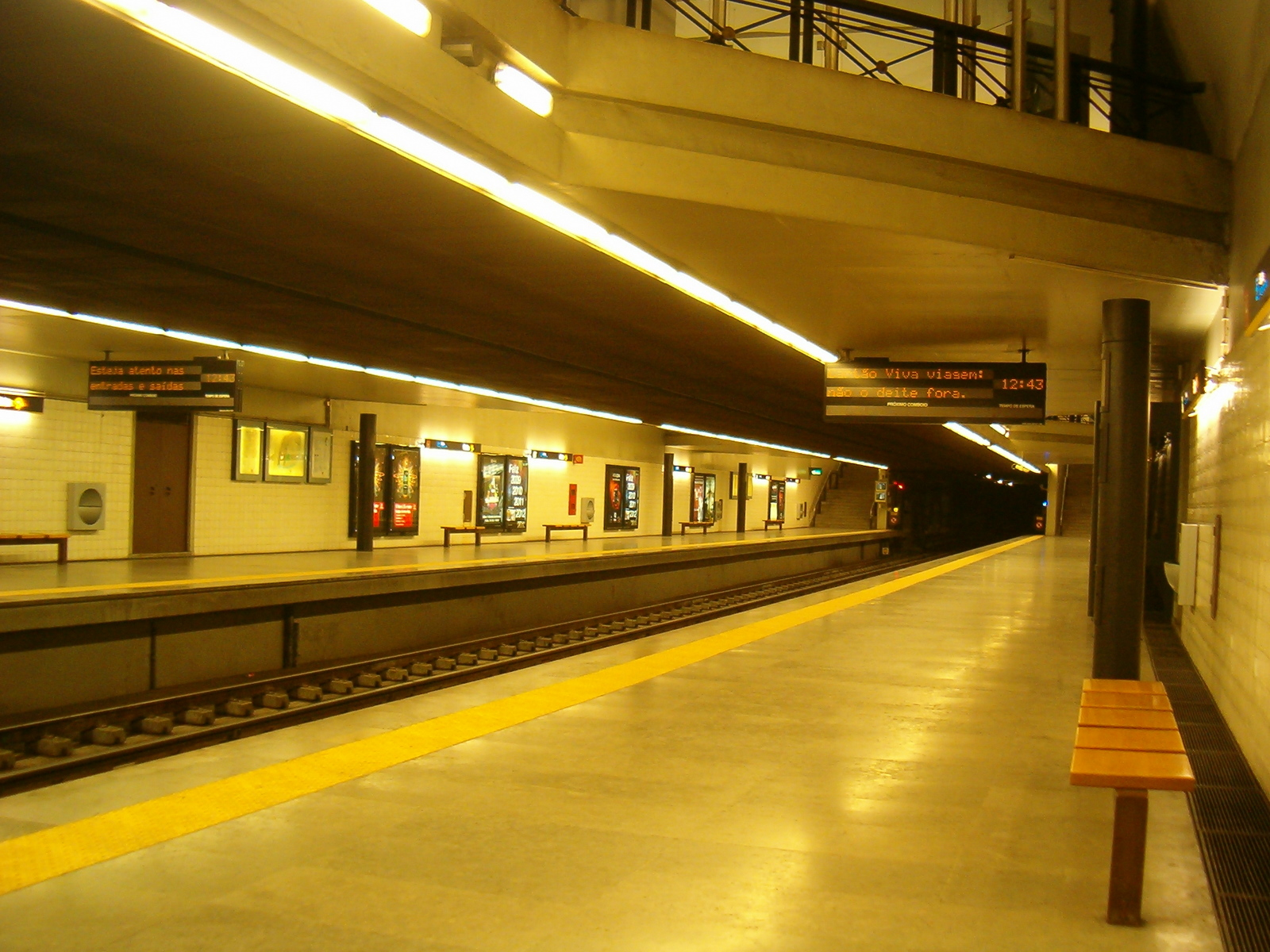
Посадкові платформи станції
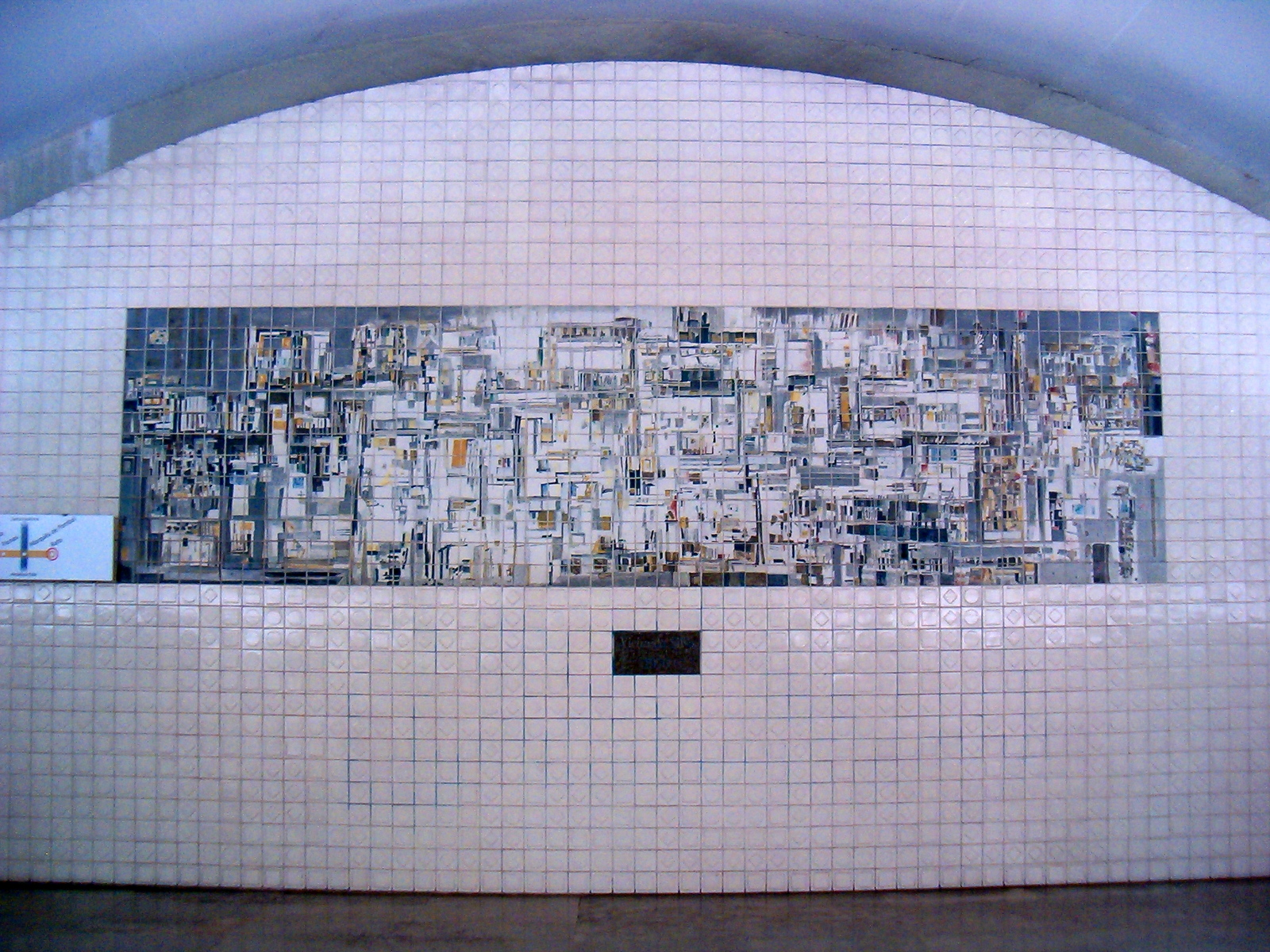
Декорація торцевої частини верхньої зали
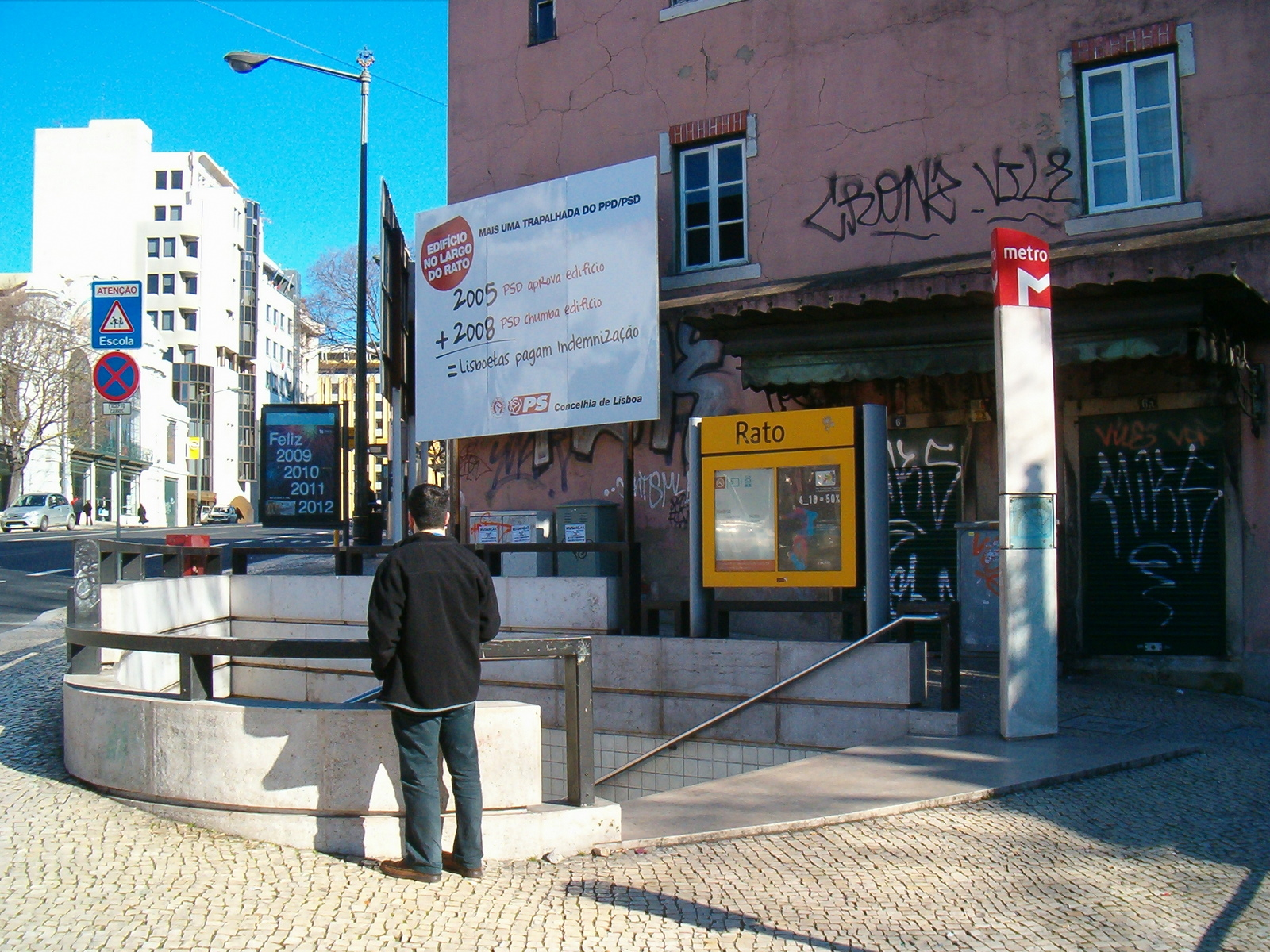
Вхід з вулиці
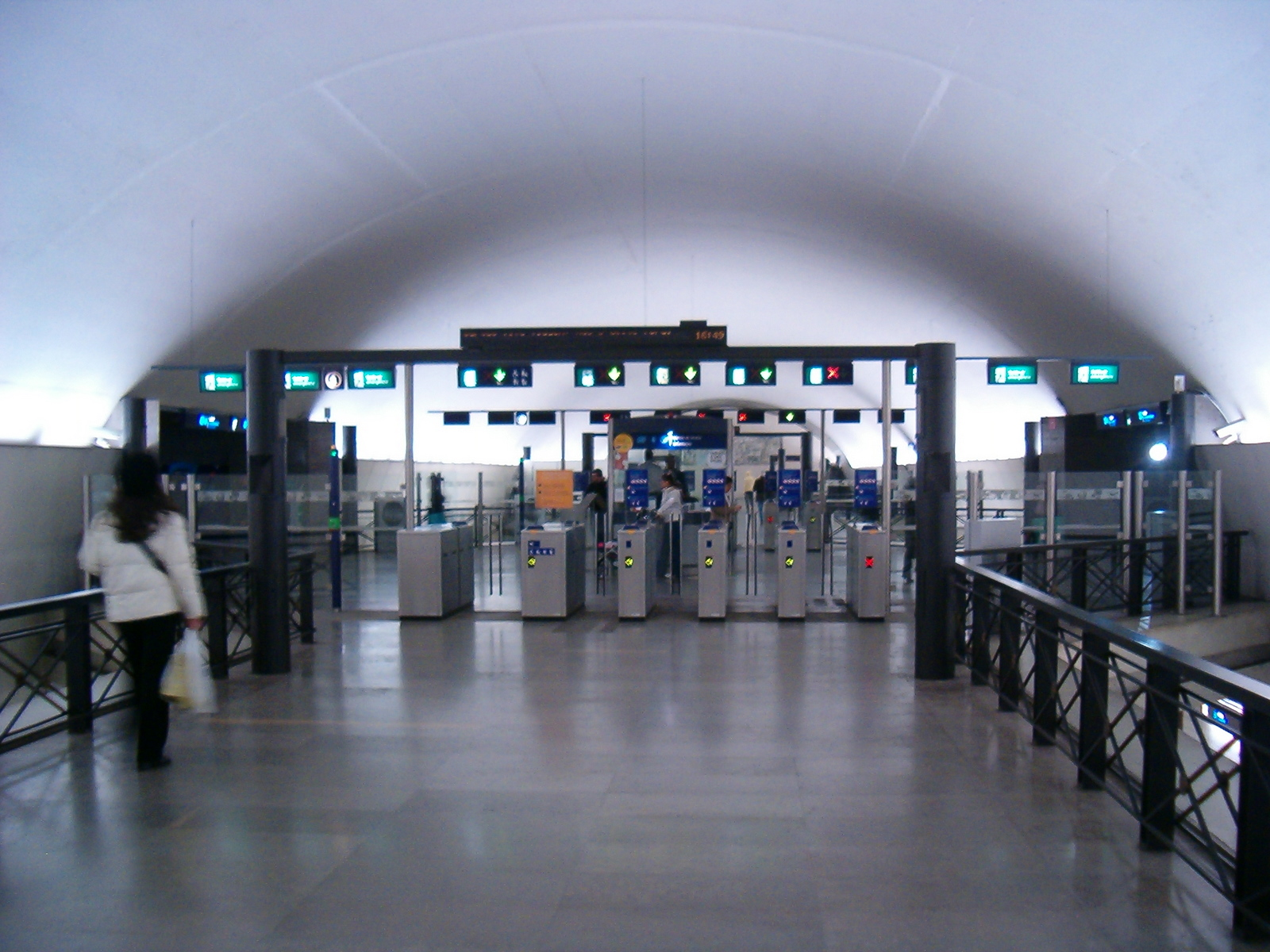
Пропускні турнікети у вестибюлі станції